# تجمع برای جمهوری
تجمع برای جمهوری (فرانسوی: Rassemblement pour la République‎ تلفظ فرانسوی: [ʁa.sɑ̃.blə.mɑ̃.puʁ.la. ʁe.pyˈblik]; RPR تلفظ فرانسوی: [ɛr.peˈɛr]) یک حزب نئو-گلیست و محافظه‌کار فرانسوی بود که از حزب اتحاد دموکرات‌ها برای جمهوری (UDR) توسط ژاک شیراک که خود را میراث‌دار گلیست می‌دانست در سال ۱۹۷۶ تأسیس شد. در ۲۱ سپتامبر ۲۰۰۲ این حزب با برخی احزاب دیگر برای کسب اکثریت ریاست‌جمهوری ادغام شد و بعدها نام خود را به اتحاد برای جنبش مردمی (UMP) تغییر داد.

## رهبران حزب
- ژاک شیراک، ۱۹۷۶–۱۹۹۴
- آلن ژوپه، ۱۹۹۴–۱۹۹۷
- فیلیپ سگوین، ۱۹۹۷–۱۹۹۹
- نیکولا سارکوزی، 1999 (موقت)
- میشل آلیوت ماری, ۱۹۹۹–۲۰۰۲
- Serge Lepeltier, ۲۰۰۲ (موقت)